# Svetlana Adyrjáyeva
Svetlana Dzantemírovna Adyrjáyeva (en ruso: Светла́на Дзантеми́ровна Адырха́ева; Jumalag, 12 de mayo de 1938-Moscú, 27 de agosto de 2023) fue una bailarina y maestra de ballet rusa.

## Biografía
Estudió en la Academia Vaganova de Ballet. Trabajó en el Teatro Bolshói .
Fue nombrada Artista del Pueblo de la URSS en 1984.
Adyrjáyeva falleció el 27 de agosto de 2023 a los 85 años, en Moscú.

## Repertorio
- 1960, Odette Odile (El lago de los cisnes de Chaikovski)
- 1960, Una bailarina callejera (Don Quijote)
- 1962, Zarema (La fuente de Bakhchisaray)
- 1962, Gayane (Gayane (IV acto del ballet)
- 1963, Otoño (Cenicienta de S. Prokófiev)
- 1963, La amante de la montaña de cobre (Flor de piedra de S. Prokófiev)
- 1965, Mekhmene Banu (Una leyenda de amor)
- 1963, Brave Fairy (La bella durmiente de P. Chaikovski)
- 1964, Hada Diamante, Princesa Florina (La Bella Durmiente)
- 1964, Reina de las Dríadas (Don Quijote)
- 1968, Egina (Espartaco de A. Jachaturián)
- 1972, Kitri (Don Quijote)
- 1975, Odette-Odile (El lago de los cisnes)
- 1976, Beatrice (Love for Love. Música de T. Jrennikov)
- 1977, Magnolia (Cipollino)

## Premios
- Orden de la Insignia de Honor
- Artista de Honor de la RSFSR
- Medalla Conmemorativa por el Centenario del Natalicio de Lenin